# Инспектор-разиня
«Инспектор-разиня» (фр. Inspecteur la Bavure) — кинокомедия, один из самых известных фильмов французского актёра Колюша.

## Сюжет
Мишель Клеман, главный герой фильма, происходит из семьи потомственных полицейских. Отец, известный полицейский, умирая, заставляет его поклясться в том, что Мишель также станет полицейским. Несмотря на полное отсутствие способностей к этой профессии, в виде исключения из уважения к памяти отца Мишеля принимают на работу в полицию.
Совершенно не приспособленный к сложной и опасной службе, Мишель в первый же день чуть не попадает за решётку, поскольку его перепутали с преступником. Позже, пользуясь его доверчивостью, преступник-рецидивист превращает Мишеля в соучастника похищения журналистки — дочери медиамагната, что заставляет Клемана самоотверженно броситься на её поиски. Клеман освобождает журналистку, и пара намеревается вступить в брак, применив заготовленные отцом — магнатом деньги (миллиард франков) в качестве приданого.
На лицензионном DVD фильм в России выпустила фирма «CP Digital».

## В ролях
- Колюш — инспектор Мишель Клеман / отец Клемана (дублирование ― Алексей Панькин)
- Жерар Депардьё — Роже Морзини (дублирование ― Владимир Плотников)
- Доминик Лаванан — Мари-Анн Просан, журналистка (дублирование ― Ольга Григорьева)
- Жюльен Гийомар — дивизионный комиссар Вермиё (дублирование ― Яков Беленький)
- Алан Мотте — начальник полиции Дюмез
- Франсуа Перро — Луи Просан, отец Мари-Анн, медиа-магнат (дублирование ― Владимир Заманский)
- Ришар Анконина — Филу
- Феодор Аткин — фотограф Мерлино
- Ришар Боренже — полицейский
- Ипполит Жирардо — друг Клемана
- Дани Саваль — хозяйка антикварного салона (дублирование ― Нелли Витепаш)
- Жерар Кайё ― гитарист (дублирование ― Герман Качин)
- Жерар Ольц ― телеведущий (дублирование ― Владимир Антоник)
- Марта Вильялонга ― Марте Клеман (дублирование ― Марина Гаврилко)
- Юбер Дешам ― Марсель Ватрен (дублирование ― Владимир Балашов)
- Клеман Арари ― Хакенбюш, пластический хирург (дублирование ― Николай Граббе)
- Жан Бушо ― Зенго, инспектор (дублирование ― Рудольф Панков)